# Comtat de Caltabellotta
El Comtat de Caltabellotta (en català, Comtat de Catalabellota) fou una entitat feudal del Regne de Sicília que va existir entre el segle XIV i principis del segle xix, que es correspon amb l'actual vila de Caltabellotta, a la província d'Agrigent, Sicília .

## Història
El Comtat de Caltabellotta o Catalabellota va ser instituit el 20 de gener del 1338, d'acord amb una concessió del rei Frederic II de Sicília, tercer fill del rei català Pere el Gran, infant de la corona catalana i rei de Sicília, al seu almirall Ramon de Peralta, confirmada el 8 d'abril del 1339, quan fou nomenat comte d'aquest feu pels serveis prestats a les Vespres Sicilianes, la guerra dels catalans contra la dinastía dels Anjou. Cal tenir en compte que en aquesta guerra no hi van intervenir el aragonesos i que fou una campanya exclusiva de catalans, valencians i mallorquins.
L'any 1404, el comtat va passar a domini de la nissaga dels Luna família noble de la corona catalano-aragonesa i amb feus a Pamplona, pel fet que Artal de Luna, es va casar amb Margarida Peralta, filla del Comte Nicolau Peralta.
El 1568, a Catalabellotta va tenir lloc el matrimoni entre Cèsar Montcada, príncep de Paternò, i Aloisia de Luna, filla de Pere de Luna, duc de Bivona, celebrat a l'arquebisbat d'Agrigent, que va aportar l'estat feudal en dot a la també família noble catalana dels Montcada.
El domini dels Prínceps de Paternó sobre el Comtat de Caltabellotta va durar fins al 1713, quan finí amb la mort de Ferran de Montcada i Aragó, sisè príncep de Paternó, que no va deixar descendència masculina. El va succeir la seva única filla, Teresa Caterina Fajardo. Tanmateix, el traspàs va ser qüestionat pel seu cosí Lluís Guillem de Montcada Branciforte, duc de San Giovanni, que va iniciar un litigi per la successió en la possessió dels títols i dels feus heretats del pare, que van concloure l'any 1752 amb la sentència emanada del Tribunal de la Gran Cort, que va investir Frederic Vincenç Alvarez de Toledo Montcada, duc de Ferrandina i fill de Caterina, com a successor del Comtat de Caltabellotta i d'altres dominis feudals dels Montcada que abans pertanyien als Luna i als Aragó.
Els ducs de Ferrandina, que van esdevenir Ducs de Medina Sidonia, van posseir el Comtat de Caltabellotta fins a l'any 1812, quan es va abolir el feudalisme a Sicília amb la promulgació de la Constitució siciliana, condida pel rei Ferran I de les Dues Sicílies, en resposta a la rebel·lió que va esclatar a l'illa davant l'avenç napoleònic.
Al XXI segle, a causa de la mort de Luisa Isabel Álvarez de Toledo i Maura, XXIa duquessa de Medina Sidonia, el 2008, casada amb José Leoncio González de Gregorio i Martí, de la família dels comtes de la Puebla de Valverde, el títol fou transmès per línia de successió, a aquesta darrera dinastia aragonesa.

## Cronologia dels Comtes de Caltabellotta o Catalabellota

### Època feudal
- Ramon de Peralta (1338-1349)
- Guillem Ramon Peralta i Cardona
- Guillem Peralta Sclafani (1350-1392)
- Nicolau Peralta i d'Aragó (1397-1398)
- Joana Peralta i d'Aragó Chiaramonte (1398-1401)
- Margarida Peralta i d'Aragó Chiaramonte (1401-1453)
- Antonio de Luna i Peralta (1453-1464)
- Carlo de Luna i Cardona (1464-1497)
- Eleonor de Luna i Cardona (1497-1511)
- Joan Vincenç de Luna i Roja (1511-1548)
- Pere de Luna Salviati (1548-1575)
- Aloisia de Luna Vega (1575-1620)
- Antoni d'Aragó i Montcada (1620-1627)
- Lluís Guillem Montcada i La Cerda (1627-1673)
- Ferran Montcada i Aragó (1673-1713)
- Teresa Caterina Montcada Aragó i Fajardo (1713-1727)
- Fadrique Vicent Álvarez de Toledo y Montcada (1727-1753)
- Antonio Alvarez de Toledo Perez (1753-1773)
- José María Alvarez de Toledo y Gonzaga (1773-1796)
- Francesc de Borja Álvarez de Toledo y Gonzaga (1796-1812)

### Època post-feudal
- Francesc de Borja Álvarez de Toledo y Gonzaga (1812-1821)
- Pedro de Alcántara Álvarez de Toledo y Palafox (1821-1867)
- José Joaquín Álvarez de Toledo y Silva (1867-1900)
- Alonso Álvarez de Toledo y Car (1900-1902)
- Joaquín Álvarez de Toledo y Car (1902-1915)
- Joaquín Álvarez de Toledo y Car (1915-1955)
- Luisa Isabel Álvarez de Toledo y Maura (1955-2008)
- Leoncio Alonso González de Gregorio y Álvarez de Toledo (2008-)